# Seligman (Arizona)
Seligman es un lugar designado por el censo ubicado en el condado de Yavapai en el estado estadounidense de Arizona. En el Censo de 2010 tenía una población de 445 habitantes y una densidad poblacional de 26,81 personas por km².

## Geografía
Seligman se encuentra ubicado en las coordenadas 35°19′32″N 112°51′26″O / 35.32556, -112.85722. Según la Oficina del Censo de los Estados Unidos, Seligman tiene una superficie total de 16.6 km², de la cual 16.6 km² corresponden a tierra firme y (0%) 0 km² es agua.

## Demografía
Según el censo de 2010, había 445 personas residiendo en Seligman. La densidad de población era de 26,81 hab./km². De los 445 habitantes, Seligman estaba compuesto por el 80.67% blancos, el 1.35% eran afroamericanos, el 5.84% eran amerindios, el 0.22% eran asiáticos, el 0% eran isleños del Pacífico, el 6.29% eran de otras razas y el 5.62% pertenecían a dos o más razas. Del total de la población el 20% eran hispanos o latinos de cualquier raza.